# Jaapiella viscariae
Jaapiella viscariae är en tvåvingeart som först beskrevs av Jean-Jacques Kieffer 1886.  Jaapiella viscariae ingår i släktet Jaapiella och familjen gallmyggor. Inga underarter finns listade i Catalogue of Life.